# Tari Pennu Corona
Tari Pennu Corona est une corona, formation géologique en forme de couronne, située sur la planète Vénus par 0,3° N et 264,3° E. Elle est localisée dans le quadrangle d'Hecate Chasma. Elle a été nommée en référence à Tari Pennu, déesse Khand (Inde) de la Terre. 

## Géographie et géologie
Tari Pennu Corona couvre une surface circulaire d'environ 180 km de diamètre. 